# Combatente Atlético Clube
Combatente Atlético Clube é um clube esportivo brasileiro da cidade de Macapá, no estado do Amapá. Recentemente, disputou o Campeonato Amapaense Não-Profissional em 2019. No mesmo ano participou do Campeonato Amapaense Feminino de 2019.
O clube foi fundado em 1983 no bairro do Buritizal.
O clube nunca disputou o Campeonato Amapaense (na fase amadora ou profissional). Também nunca disputou a Segunda Divisão do Torneio.
O Combatente é filiado à FAF como equipe amadora/semi-profissional. Mandava seus jogos no Glicério Marques, mas quando houve a paralisação do estádio passou a mandar todos os seus jogos no Zerão.

## Campanhas de Destaque
- Campeonato Amapaense Não-Profissional:

2° lugar em 2018 
Final de 2018
Mangueirão 2 - 0 Combatente